# Marcel Claeys
Marcel Claeys (Ursel, 27 novembre 1913 – Ursel, 12 ottobre 1972) è stato un ciclista su strada belga.
Professionista dal 1937 al 1944, ottenne diversi successi da professionista quasi esclusivamente in corse e criterium del Belgio. Lo scoppio della Seconda guerra mondiale compromise il prosieguo della sua carriera ciclistica.

## Palmarès
- 1937

Kampioenschap van Vlaanderen
- 1938

3ª tappa Giro del Belgio
- 1939

Tielt-Anversa-Tielt
Circuito delle Fiandre Centrali

### Altri successi
- 1937

Kermesse di Zwijndrecht
- 1938

Criterium di Acht van Brasschaat
Kermesse di Rollegem
Kermesse di Heusden-Destelbergen
- 1939

Kermesse di Waregem
Kermesse di Bredene
Criterium di Handzame
Criterium di Staden
Criterium di Herent-Wijgmaal
Criterium di Lokeren

## Piazzamenti

### Grandi Giri
- Giro d'Italia

1939: 52º

### Classiche monumento
- Parigi-Roubaix

1939: 40º
- Liegi-Bastogne-Liegi

1937: 51º